# 분청사기 철화모란문 장군
분청사기 철화모란문 장군(粉靑沙器 鐵畵牡丹文 獐本)은 서울특별시 용산구, 삼성미술관 Leeum에 있는 조선시대의 분청사기이다. 2003년 12월 30일 대한민국의 보물 제1387호로 지정되었다.

## 개요
분청사기 장군 가운데 특히 규격이 크고 전면에 선이 굵고 검은 철화문양이 파격적인 필치로 그려져 있는 작품이다.
성형과정에서 굽형태로 깎은 한쪽 마구리와 사용할 때 굽의 기능을 하는 넓고 높은 굽의 안쪽면을 제외한 전면에 귀얄 붓으로 백토를 약간 두텁게 씌웠으며, 조금 얇은 부분은 붓 자국이 그대로 나타나 있다.
문양은 넓은 몸통을 중심으로 그렸는데, 중심에 작은 모란꽃송이와 양편으로 거의 대칭에 가까운 형태의 무성한 모란 잎을 전면이 꽉 찰만큼 듬직하게 그려 넣었다. 그리고 양쪽 주변에는 두 줄의 선을 칼로 긁어서 바탕색이 드러나게 하여 중앙 모란문과 구분한 후 간단한 당초문을 그렸다. 구연이 붙은 어깨부분에도 화창(花窓)과 같은 선을 그려 넣었다.
모란꽃과 잎을 그릴 때 구획선을 염두에 두고 있었지만 잎을 크게 그려서 부분적으로 벗어나는 경우도 있고, 반대로 작게 그려진 경우 빈 공간이 많이 남는 경우도 있어서 자유롭고 분방하게 붓 가는 그대로 나타냈음을 알 수 있다. 갈색을 띠는 암회색 태토에는 가는 사립(沙粒)이 포함되어 있으며 발색이 일정하고 윤택이 좋은 편이다. 유층은 얇고 일부가 불완전하게 용융되었으나 전체적인 상태는 우수하며 광택도 은은하다. 

## 같이 보기
- 분청사기

## 참고 자료
- 분청사기 철화모란문 장군 - 국가유산청 국가유산포털